# 1,3-Cyclohexadien
1,3-Cyclohexadien ist eine chemische Verbindung aus der Gruppe der ungesättigten cyclischen Kohlenwasserstoffe und isomer zu 1,4-Cyclohexadien.

## Gewinnung und Darstellung
1,3-Cyclohexadien kann durch Eliminierung von Bromwasserstoff aus trans-1,2-Dibromcyclohexan (aus Cyclohexen und Brom) gewonnen werden.
Allgemein können 1,3-Cyclohexadiene durch Cyclisierung von 1,3,5-Hexatrienen gewonnen werden.

## Eigenschaften

Unterschiedliche Darstellungen von 1,3-Cyclohexadien

1,3-Cyclohexadien ist eine farblose Flüssigkeit mit unangenehmem Geruch, die praktisch unlöslich in Wasser ist.